# Kjol (scen)
Kjolar är de textilier som hänger över en teaterscen och på så vis avgränsar scenbilden i höjdled.
Kjolarna används även för att från publiken sett dölja de teaterljus och eventuell annan teknisk utrustning som hänger ovan scen (rigg).